# Liushudian
Liushudian (kinesiska: 柳树店, 柳树店乡) är en socken i Kina. Den ligger i provinsen Henan, i den centrala delen av landet, omkring 350 kilometer sydost om provinshuvudstaden Zhengzhou. Antalet invånare är 16 673. Befolkningen består av 8 195 kvinnor och 8 478 män. Barn under 15 år utgör 26,0 %, vuxna 15-64 år 58 %, och äldre över 65 år 15,0 %.
Genomsnittlig årsnederbörd är 1 204 millimeter. Den regnigaste månaden är augusti, med i genomsnitt 201 mm nederbörd, och den torraste är januari, med 26 mm nederbörd.